# ノーウォーク (カリフォルニア州)
ノーウォーク（英: Norwalk）は、アメリカ合衆国カリフォルニア州ロサンゼルス郡の都市である。人口は10万2773人（2020年）。ロサンゼルス中心街から南東に27km、ガーデングローブの北西19kmに位置している。
19世紀後半に設立され、1957年には市制を敷いた。ノーウォークの市政は市制時に作成されたノーウォーク市憲章によって規定された市政委員会・シティマネジャー方式を採用している。5人の委員によってなる市政委員会は市の主たる政策立案主体である。2年ごとの選挙で2人または3人の委員が改選され、4年間の任期を務める。委員の多選には制限が無い。市長は委員の互選で選ばれ、任期は1年間である。
ノーウォーク市はゲイトウェイシティ委員会のメンバーである。メキシコのソノラ州エルモシージョやサカテカス州フレスニヨと姉妹都市を結んでいる。

## 歴史

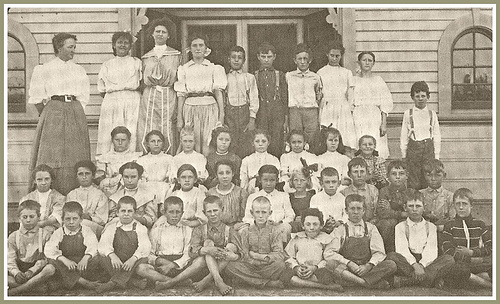
ノーウォーク・グラマースクールの教師と生徒達、1890年

現在ノーウォークのある地域にはショショーニ族インディアンが住んでいた。彼等は主に蜂蜜、一連のベリー、ドングリ、セージ、リス、ウサギおよび鳥類で食いつないでいた。彼等の小屋はセジャット・インディアン集落の一部だった。
1760年代後半、スペイン統治の下で開拓者や伝道師が訪れ、有名なエル・カミノ・レアル道路ができた。スペイン軍人マヌエル・ニエトが1784年に、ノーウォークの土地を含むランチョ・ロス・ニエトスの土地特許を得た。
米墨戦争が終わった1848年、このランチョと鉱山の時代が終わった。ランチョの土地は細かく分割され、カリフォルニアがアメリカ合衆国の州に昇格したときに売りに出された。この土地の開発に関する噂がオレゴン州のスプロール兄弟のもとに届いた。彼等は以前に南カリフォルニアを訪れた時に見た肥沃な土地や巨大なスズカケノ木を思い出した。1869年、アトウッド・スプロールがその兄弟のギルバートのために、コラソン・デ・ロスバレス、すなわち「バレーの心臓」と呼ばれる地域で463エーカー (1.9 km2) の土地を1エーカーあたり11ドル ($2700/km2) で購入した。
1873年までにこの地域を鉄道が通り、スプロール兄弟は契約書で「旅客乗降駅」という条項を入れさせて、23エーカー (93,000 m2) の土地を譲渡した。その3日後にはアナハイム鉄道支線の列車が初めて「ノースウォーク」を通り、ギルバート・スプロールが町の場所を測量した。1974年、町の名前は公式にノーウォークと記された。ノーウォークの田園部は1880年代まで未開発のままだったが、ノーウォーク駅の辺りは将来の住人が全国からこの地を訪れる可能性を与えた。
ノーウォークで「最初の家族」と呼ばれる者達（スプロール、デウィット、セトラー、オア）は1900年以前にこの地域に入っていた。1880年にD・D・ジョンストンがノーウォークで初の学校体系を造った。ジョンストンは1882年にトム・ランバードに金を与えて町では初の工場であるチーズ工場を造らせもした。1890年代には果樹園、農場および酪農場の間に多くの美麗な家屋が建設されていたので、ノーウォークが繁栄していることが明らかだった。1843年にノーウォークとレイクランド道路にあるサンタフェ・スプリングスの間との境界部に設立されたリトルレイク墓地では、これら家族の墓碑を見出すことができる。
19世紀の末にノーウォークは酪農業の中心になっていた。1900年国勢調査に記録された地元50家族のうち、大半は農業あるいは酪農業に携わっていた。またこの時期の南カリフォルニアの中では砂糖ビートでも最大の農園が幾つかあった。20世紀初期にノーウォークに入植した酪農家の多くはオランダの出身だった。
1950年代以降、ノーウォークの住宅が増加するに連れて、ヒスパニック系住民の割合が著しく高まった。1990年代には隣接する裕福なセリトスやオレンジ郡の地域社会では家屋を取得できなかったアジア系住人の比率が高まった。

### ハーギットの家
1891年にD・D・ジョンストンが建設したハーギットの家はビクトリア朝イーストレイクの建築様式を採っている。メイプルデール12426にあるハーギットの家博物館はチャールズ・ハーギットとアイダ・ハーギットから市に寄付された。この博物館は毎月第1および第3土曜日の午後1時から4時まで公開されている。

### 飛行機事故
1958年2月の夜間、ノーウォーク上空で軍輸送機のダグラスC-118機とアメリカ海軍の偵察爆撃機P2V-5Fネプチューン機が衝突した。乗員47人が死亡し、地上に落ちてきた破片で23歳女性市民も死んだ。1961年にアメリカン・リージョンが建立した事故を追悼する銘板は、ファイアストーン・ブールバードとパイオニア・ブールバードの角の小さなショッピングセンター内にあり、事故が起こった地点を示している。

## 地理
ノーウォークは北緯33度54分25秒 西経118度5分0秒 / 北緯33.90694度 西経118.08333度に位置する。
アメリカ合衆国国勢調査局に拠れば、市域全面積は9.35平方マイル (24.2 km2)、このうち陸地は9.35平方マイル (24.2 km2)、水域は0.1平方マイル (0.1 km2)で水域率は0.60％である
ノーウォーク市は北西にダウニー、南西にベルフラワー、南にセリトスとアルテシア、北と東にサンタフェ・スプリングスの各自治体と接している。

## 人口動態
以下は2000年の国勢調査による人口統計データである。
| 基礎データ - 人口: 103,298人 - 世帯数: 26,887世帯 - 家族数: 22,531家族 - 人口密度: 4,120.2人/km2（10,667.6人/mi2） - 住居数: 27,554軒 - 住居密度: 1,099.0軒/km2（2,845.5軒/mi2） 人種別人口構成 - 白人: 44.82% - アフリカン・アメリカン: 4.62% - ネイティブ・アメリカン: 1.16% - アジア人: 11.54% - 太平洋諸島系: 0.39% - その他の人種: 32.75% - 混血: 4.71% - ヒスパニック・ラテン系: 62.89% 年齢別人口構成 - 18歳未満: 32.1% - 18-24歳: 10.7% - 25-44歳: 30.5% - 45-64歳: 17.6% - 65歳以上: 9.0% - 年齢の中央値: 30歳 - 性比（女性100人あたり男性の人口） - 総人口: 97.9 - 18歳以上: 94.3 | 世帯と家族（対世帯数） - 18歳未満の子供がいる: 46.6% - 結婚・同居している夫婦: 60.1% - 未婚・離婚・死別女性が世帯主: 16.6% - 非家族世帯: 16.2% - 単身世帯: 12.7% - 65歳以上の老人1人暮らし: 5.8% - 平均構成人数 - 世帯: 3.79人 - 家族: 4.08人 収入と家計 - 収入の中央値 - 世帯: 46,047 米ドル - 家族: 47,524米ドル - 性別 - 男性: 31,579米ドル - 女性: 26,047米ドル - 人口1人あたり収入: 14,022米ドル 全国平均：21,587米ドル - 貧困線以下 - 対人口: 11.9% - 対家族数: 9.5% - 18歳未満: 14.8% - 65歳以上: 7.6% |

## 政府とインフラ

### 市政府
市の発行する包括的年間財政報告書に拠れば、市の予算は歳入7,820万ドル、歳出7,910万ドルとなっており、総資産1億720万ドル、総負債4,870万ドル、現金と投資額5,480万ドルとなっている。

### 法の執行
ノーウォーク市はロサンゼルス郡保安部と契約して警察業務を受けている。保安部は独自の警察署を維持し、ラ・ミランダ市や未編入のサウスウィッティアでも警察業務を行っている。一時期はサンタフェ・スプリングスとも契約していたが、サンタフェ・スプリングス市はウィッティア警察署と契約するようになった。保安部の警察署には206人の警官がいる。地域合同薬物情報センターとテロ対策を行う地域合同情報センターがインペリアル・ハイウェイ東12440の大型商業ビルに入っている。

### 救急サービス
防火と救急サービスについてはロサンゼルス郡消防部が担当し、ケア・アンビュランス・サービスの救急車が稼働している。

### 文書登録記録部
市内にはロサンゼルス郡文書登録記録部がある。この登録部は有権者登録と名簿の維持、連邦・州・市および特別選挙の実施、住民直接請求、住民投票およびリコール請願の審査を行う。また結婚許可証発行、市民結婚式の実行、事業屋号の登録と指標付け、公証人の認定と登録、および様々な誓約書と申告書の法的発行も行っている。毎年結婚許可証を約75,000通発行し、屋号登録を約125,000件行っている。記録部は不動産の所有者を決める法的文書を記録し、出生、死亡および結婚の記録を維持している。他の郡では査定人、健康サービス、公的社会サービスおよび地域企画のような部門の業務を行う。毎年不動産関連で200万件を扱い、出生、死亡および結婚で約75万件を記録する。また毎日2,000人の利用者に対応している。

### 郡、州、連邦議会
カリフォルニア州議会では、上院の第30および下院の第56選挙区に属している。連邦議会下院ではカリフォルニア州第38選挙区に属し、クック投票動向指数では民主党+20となっている。2010年時点ですべて共和党議員が務めている。
ロサンゼルス郡健康サービス部がウィッティア市にあるウィッティア健康センターを運営しており、ノーウォーク市民も利用できる。
アメリカ合衆国郵便公社がノーウォーク郵便局とパディソンスクエア郵便局を運営している。

### 最高裁判所
ロサンゼルス郡最高裁判所の南東地区裁判所がノーウォーク市内にある。

### メトロポリタン州立病院
市内にあるメトロポリタン州立病院は敷地面積162エーカー (0.65 km2) あり、カリフォルニア州精神医療部の運営する神経精神科病院である。

## 交通

### 自動車専用道路
ノーウォーク市域内には4つの自動車専用道路が走っている。サンタアナ・フリーウェイ（州間高速道路5号線）とサンガブリエル川フリーウェイ（州間高速道路605号線）は市の北縁で交差し、センチュリー・フリーウェイ（州間高速道路105号線）は市の西端サンガブリエル川フリーウェイを終端としている。アーテーシア・フリーウェイ（カリフォルニア州道91号線）は市の南境界の直ぐ南、セリトス市とアーテーシア市の中を走っている。

### セリトス・オン・ホイールズ
セリトス・オン・ホイールズがセリトス・カレッジとセリトス・タウンセンター、セリトス芸能センター、セリトス千年図書館、ロス・セリトス・センターおよびセリトスに近いその他数カ所との間にバス便を運行している。

### ノーウォーク交通
ノーウォーク交通がノーウォークと隣接する地域社会との間にバス便を運行している。現在は8路線がある。

### ロングビーチ交通
ロングビーチ交通がロングビーチからスチュードベーカー道路を経由してメトロ・グリーン線の駅にバス便を運行している。

### ロサンゼルス・メトロ
ロサンゼルス郡都市圏交通局（メトロ）がノーウォークからのバスと列車を運行している。メトロ・グリーン線のライトレールではノーウォーク駅からロサンゼルス国際空港とレドンドビーチに行くことができる。メトロのバス便ではメトロ・グリーン線のノーウォーク駅からフロレンス、ファイアーストーン、インペリアルおよびローズクランズ・ブールバードを繋いでいる。急行便ではディズニーランド、エルモンテバス停、ロングビーチおよびロサンゼルス市中心街とを結んでいる。

### メトロリンク
メトロリンクのオレンジ郡線と91線（どちらもこの地域では同じ軌道を使っている）が、ノーウォーク（ノーウォーク・サンタフェ・スプリングス駅）からオレンジ郡、リバーサイド郡およびロサンゼルス市中心街とを繋いでいる。

## 経済

### 主要雇用主
ノーウォーク市の包括的年間財務報告書2009年版によれば、市内の大きな雇用主トップ29は以下の通りである。
| 順位 | 雇用主                             | 従業員数 |
| ---- | ---------------------------------- | -------- |
| 1    | ノーウォーク・ラミラダ統合教育学区 | 4,365    |
| 2    | メトロポリタン州立病院             | 1,532    |
| 3    | ロサンゼルス郡文書登録記録部       | 1,216    |
| 4    | セリトス・カレッジ                 | 1,198    |
| 5    | バリー・トータル・フィットネス     | 650      |
| 6    | ノーウォーク市                     | 480      |
| 7    | コーストプラザ病院                 | 432      |
| 8    | ターゲット                         | 420      |
| 9    | カリフォルニア州少年司法部         | 342      |
| 10   | コストコ                           | 318      |
| 11   | ロサンゼルス郡公的社会サービス部   | 310      |
| 12   | ドーティ兄弟建設                   | 300      |
| 13   | ロサンゼルス郡保安部               | 250      |
| 14   | マッケナ・モーターズ               | 230      |
| 15   | ロサンゼルス郡最高裁判所           | 225      |
| 16   | ステーター・ブラザーズ             | 160      |
| 17   | ロウズ                             | 150      |
| 18   | ノーウォークトヨタ                 | 135      |
| 19   | AMCノーウォーク20シアターズ        | 130      |
| 20   | マリオット                         | 100      |
| 21   | ウォルマート                       | 100      |
| 22   | フレッシュ・アンド・イージー       | 99       |
| 23   | ノーウォーク地域図書館             | 70       |
| 24   | ベライゾン                         | 67       |
| 25   | アウトバック・ステーキハウス       | 60       |
| 26   | ソノコ                             | 60       |
| 27   | フード4レス                        | 56       |
| 28   | ロサンゼルス郡健康サービス部       | 37       |
| 29   | オフィス・デポ                     | 30       |

## 教育
市内にはセリトス・カレッジがある。1955年の創立であり、ロサンゼルス郡南東部52平方マイル (134 km2) を対象とする公立コミュニティ・カレッジである。9学部、87学科で学位と卒業証明書を提供している。毎年1,200人の学生が卒業している。
ノーウォークの公共教育はパイオニア・ブールバード12820に本部を置くノーウォーク・ラミラダ統合教育学区と、サンタフェ・スプリングス市パイオニア・ブールバード10515に本部を置くリトルレイクシティ小学校教育学区が管轄している。市内西部の一部はセリトス市ノーウォーク・ブールバード16700にあるABC統合教育学区が管轄している。私立学校としてはセントジョン・オブ・ゴッド学校（カトリック系）、パイオニア・バプテスト学校およびセントリナス学校（カトリック系）があり、州内で著名なJ・B・モリソン小学校もある。

## 著名な出身者と住人
- ティファニー、80年代の10代アイドル、歌手
- ポンチョ・サンチェス、ラテンジャズの音楽家
- パット・ニクソン、アメリカ合衆国大統領リチャード・ニクソンの妻、エクセルシア高校1929年卒、パットの家族が当時アーテーシア、現在のセリトスに属するデイリー・バレーの野菜農園を購入した
- ジェイムズ・ガットゥーソ、ワシントンD.C.在の政治評論家、テレビやラジオにしばしば出演し国内政策について意見を述べている、エクセルシア高校1975年卒
- シンディ・シーハン、反イラク戦争活動家
- ボブ・ケボイアン、ラジオ番組"The Bob & Tom Show"の司会者、ノーウォーク高校1969年卒
- ジーン・テイラー、音楽家、ブルース・ロックとブギウギのピアニスト、ノーウォーク高校1970年卒
- ニッキ・シーラー・ジアリング、雑誌プレイボーイのプレイメイト、女優、イアン・ジアリングの元妻
- ウィリアム・コンラッド、俳優、映画とテレビの監督・プロデューサー、エクセルシア高校卒
- アレクサンドラ・ニキタ、画家、8歳で認められて最年少のキュービストと考えられている、「小ピカソ」という渾名がある、市内のモフィット小学校に通っていたが、有名になった後に転出した
- シャーリー・ババショフ、1972年と1976年のオリンピック水泳選手、ノーウォーク高校1973年卒
- ディック・バス、本名はリチャード・リー・バス、アメリカンフットボール選手、1960年から1969年までロサンゼルス・ラムズ
- リチャード・ブラウン、メジャーリーグベースボール選手、1990年から-1993年にロサンゼルス・ドジャース、1993年から1996年にオークランド・アスレチックス
- キース・ジンター、メジャーリーグベースボール選手、ヒューストン・アストロズ、ミルウォーキー・ブルワーズ、オークランド・アスレチックス
- レイ・ヘレナ、本名ラモン・ヘレナ、メジャーリーグベースボール選手、サンディエゴ・パドレス、オークランド・アスレチックス、ノーウォーク高校1987年卒

## 映画の中のノーウォーク
- 郵便配達は二度ベルを鳴らす（1946年） - フロント通りとファンストン・アベニューに近いノーウォーク鉄道駅で撮影されたシーンが入っている。
- Square Pegs（1982年） - エクセルシア高校で撮影された
- Grease 2（1982年） - 大半がエクセルシア高校で撮影された
- High School U.S.A.（1983年） - エクセルシア高校で撮影された
- Suburbia（1984年） - 州間高速道路105号線と同605号線地域の街路が使われた
- ベスト・キッド（1984年） - Golf 'N' Stuff
- Things to Do in Denver When You're Dead（1995年） - インペリアル・ハイウェイ沿いのボウリング場、キーストーン・レーンズで撮影された
- ブルーノ（2009年） - ロサンゼルス郡文書登録記録部のクラーク・ビルで市民結婚式のシーンが撮影された
- Best Men（1997年） - 大半がフロント通りで撮影された
- Another Day in Paradise（1989年） - フロント通りとファイアーストーン・ブールバードで撮影された
- Life (film)|Life（1999年） - フロント通りのグレイハウンド・バス停で撮影されたシーンが入っている
- Corvette Summer（1978年） - インペリアル・ハイウェイとファイアーストーン・ブールバードの間、スチュードベーカーにあったゴールデン・ウェスト・ボールルームに撮影された
- Heroes（テレビ、2007年） - サンアントニオ・ブールバードのフロント通り沿いグレイハウンド・バス停で撮影された
- Cutting Class（1989年） - ブラッド・ピットが初の主役を演じたホラー映画、ノーウォークで撮影、ゲームの場面でジョン・グレン高校のバンドが学校の応援歌を演奏しているのが聞こえる
- スピード（1994年） - スチュードベーカー道路とインペリアル・ハイウェイの州間高速道路105号線建設現場で撮影された
- 名探偵モンク（2004年）- 大規模ショッピングセンター倉庫のシーンはノーウォーク・タウンスクエアのビッグロッツで撮影された

## 地区
- ノーウォークヒルズ（北部）
- スチュードベーカー（北部）
- カーメニタ（南部）
- シビックセンター（中部）[13]
- ワンウェイズ（パイオニアとエクセルシア）
- サークルカレス（アロンドラとノーウォーク・ブールバード）